# مریم جعفری آذرمانی
مریم جعفری آذرمانی، (زاده ۱۳۵۶) شاعر اهل ایران است.

## زندگی
مریم جعفری آذرمانی سال ۱۳۵۶ در تهران متولد شد. او فارغ‌التحصیل کارشناسی ارشد زبان و ادبیات فارسی از دانشگاه الزهرا است. جعفری آذرمانی از سال ۱۳۷۵ سرودن شعر در قالب غزل را آغاز کرد.
همسر او، وحید هروآبادی، یک روحانی است که تابستان سال ۱۳۹۹ به‌دلیل نوشته‌های اعتراضی‌اش در شبکه‌های اجتماعی، در دادگاه ویژه روحانیت محاکمه و خرداد ۱۴۰۱ در مرز بازرگان بازداشت شد.

## سبک شعری
مریم جعفری آذرمانی با وجود احترام به موسیقی غزل سنتی و بیت‌مداری خاص شعر کلاسیک، به دلیل جزءنگری و عینی‌گرایی‌اش، غزلی می‌سراید که بازتاب نگاهی مدرن به شعر است. او با انتخاب وزن‌ها و بحرهای دشوار و درهم‌ریختن موسیقی طبیعیِ غزل می‌کوشد سابقه شنیداری مخاطب را به هم بریزد تا شعرش را به نثر نزدیک کند.
محمدعلی بهمنی دربارهٔ او می‌گوید که «مریم جعفری آذرمانی در آثارش، پنجره‌های بسته غزل را باز کرده‌است و با زبان شعر به این نکته پرداخته که شعر در قالب نمی‌گنجد.»

## دیدگاه‌های سیاسی
او مواضعی ضد آمریکایی داشته و در همایش‌های شهرستان ادب به مناسبت سالگرد اشغال سفارت آمریکا با سرودن اشعاری این مواضع را بیان کرده‌است. او و همسرش از حامیان محمود احمدی‌نژاد بودند.

## کتابشناسی

### مجموعه شعرها
- سمفونیِ روایتِ قفل‌شده - نشر مینا - بهار ۱۳۸۵[۹]
- کتاب پیانو - نشر مجنون - زمستان ۱۳۸۵[۱۰]
- کتاب هفت - نشر مجنون - پاییز ۱۳۸۷[۱۱]
- کتاب زخمه - نشر مجنون - پاییز ۱۳۸۷[۱۲]
- ۶۸ ثانیه به اجرای این اپرا مانده‌است[۱۳] - انتشارات فصل پنجم - پاییز ۱۳۸۹
- قانون[۱۴] - انتشارات داستان‌سرا - پاییز ۱۳۹۰
- کتاب صدای ارّه می‌آید[۱۵] - انتشارات فصل پنجم - بهار ۱۳۹۱
- تریبون[۱۶] - انتشارات فصل پنجم - پاییز ۱۳۹۱
- مذاکرات - انتشارات شانی - زمستان ۱۳۹۲[۱۷]
- کتاب دایره - انتشارات فصل پنجم - زمستان ۱۳۹۳[۱۸]
- ضربان[۱۹] - انتشارات فصل پنجم - زمستان ۱۳۹۴
- راویه[۲۰][۲۱] - انتشارات فصل پنجم - زمستان ۱۳۹۵
- نواحی[۲۲] - انتشارات فصل پنجم - زمستان ۱۳۹۶
- تشریح (پنجاه و هشت غزل نو) - انتشارات فصل پنجم - پائیز ۱۳۹۷[۲۳]
- تو رها باش و دوست داشته باش (پنجاه و پنج غزل عاشقانه) - انتشارات فصل پنجم - پاییز ۱۳۹۷[۲۴]
- زنانِ دل‌شده (پنجاه غزل عاشقانه و اجتماعی و هشت مسمط) - انتشارات تمدن علمی - ۱۳۹۸[۲۵]

### پژوهش‌ها
- معنای دیگر[۲۶] (بررسی معانی ضمنی در شعر حسین منزوی براساس نظریه تحلیل گفتمان پل گرایس) - انتشارات فصل پنجم - زمستان ۱۳۹۴
- بایسته‌های پژوهش در شعر معاصر[۲۷][۲۸] (راه‌کارهایی برای شناخت سیر واقعی تحولات شعر فارسی در دهه‌های اخیر) - انتشارات فصل پنجم - زمستان ۱۳۹۶

## جوایز
- برگزیدهٔ سومین دورهٔ جایزه ادبی پروین اعتصامی برای کتاب پیانو[۲۹] - ۱۳۸۷
- برگزیدهٔ هفتمین دوره جایزه ادبی پروین اعتصامی برای کتاب دایره[۳۰] - ۱۳۹۵

## نمونه اشعار
دنیا پر از سگ است جهان سر به سر سگی‌ست
غیر از وفا تمام صفات بشر سگی‌ست
لبخند و نان به سفرهٔ امشب نمی‌رسد
پایان ماه آمد و خلق پدر سگی‌ست
از بوی دود و آهن و گِل مست می‌شود
در سرزمین من عرق کارگر سگی‌ست
آدم بیا و از سر خط آفریده شو
دیگر لباس تو به تن هر پدرسگی‌ست